# Michail Borissowitsch Pukschanski
Michail Borissowitsch Pukschanski (russisch Михаил Борисович Пукшанский; * 6. Februar 1952) ist ein russischer Schachspieler und -trainer.

## Leben
Pukschanski wurde im Leningrader Pionierpalast schachlich unterrichtet. Nach seinem Schulabschluss studierte er am Leningrader Elektrotechnischen Institut. In der sowjetischen Jugendmeisterschaft 1969 in Belzy teilte er den 9.–15. Platz mit Georgi Agsamow, Josif Dorfman, Sergei Makarytschew und weiteren Spielern. 1971 gewann er mit Spartak die Mannschaftsmeisterschaft von Leningrad. Er war Vierter mit der Leningrader Auswahl bei der All-Union Schacholympiade 1972 in Moskau am zweiten Jugendbrett. In den Stadtmeisterschaften von Leningrad landete er 1974 auf dem geteilten siebten und 1978 geteilten fünften Platz. Seit 1972 trägt er den Titel Meister des Sports der UdSSR, die dafür erforderliche Norm erfüllte er in der Meisterschaft der Leningrader Sportvereinigung Spartak.
Im Fernschach teilte Pukschanski den elften Platz bei der XIV. Einzelmeisterschaft der UdSSR, die in den Jahren 1979–1980 stattfand. Er wurde Achter in Einzelwertung am zweiten Brett bei der IX. sowjetischen Mannschaftsmeisterschaft (1988–1990) mit der Auswahl seiner Heimatstadt. Im IV. Baltic Sea-Turnier (1980–1985) erfüllte er eine IM-Norm, es dauerte jedoch bis 1992, bis er den Titel eines Internationalen Meisters im Fernschach erlangte.
Ab 1983 war Pukschanski als Trainer in der Schachschule an der Leningrader Staatlichen Schdanow-Universität tätig. In dieser Funktion betreute er Spieler wie Waleri Salow, Wassili Jemelin und Alexei Lugowoi. Zeitweise arbeitete er in der Dworezki-Jussupow-Schule. Für seine Leistungen wurde ihm der Ehrentitel Verdienter Trainer Russlands verliehen.
Seine höchste Elo-Zahl 2405 erreichte er im Mai 1974.